# Ajuste del estabilizador
El trim tab, también llamado ajuste de(l) estabilizador o sistema de compensación, son pequeñas superficies de control de una aeronave conectadas al borde de salida de una superficie de control más grande, que se utilizan para controlar el ajuste de los controles, es decir, para contrarrestar las fuerzas aerodinámicas y estabilizar la aeronave con el estabilizador horizontal en una determinada altitud deseada sin necesidad de que el piloto aplique constantemente una fuerza en los otros controles. Esto se hace ajustando el ángulo de los controles de vuelo en relación con la superficie más grande.

El movimiento de cabeceo es una rotación sobre el eje que pasa por las alas.

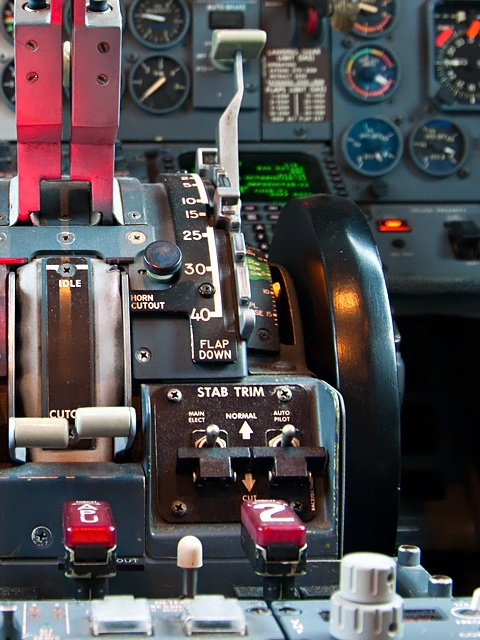
Una rueda de ajuste del estabilizador

Al cambiar la posición de un ajuste del estabilizador, se ajusta a la posición neutra o de reposo de una superficie de control (como un elevador o un timón de profundidad). A medida que cambia la posición de una superficie de control (que corresponde principalmente a diferentes velocidades aerodinámicas), un ajuste del estabilizador ajustable permitirá al piloto reducir la fuerza manual necesaria para mantener esa posición. De este modo, el ajuste del estabilizador actúa como una pestaña servo del ajuste del movimiento de control. Debido a que el centro de presión del ajuste del estabilizador está más alejado del eje de rotación de la superficie de control que el centro de presión, el momento generado por el ajuste puede coincidir con el momento generado por la superficie de control. La posición de la superficie de control sobre su eje cambiará hasta que los pares de torsión de la superficie de control y la superficie de ajuste se equilibren entre sí.

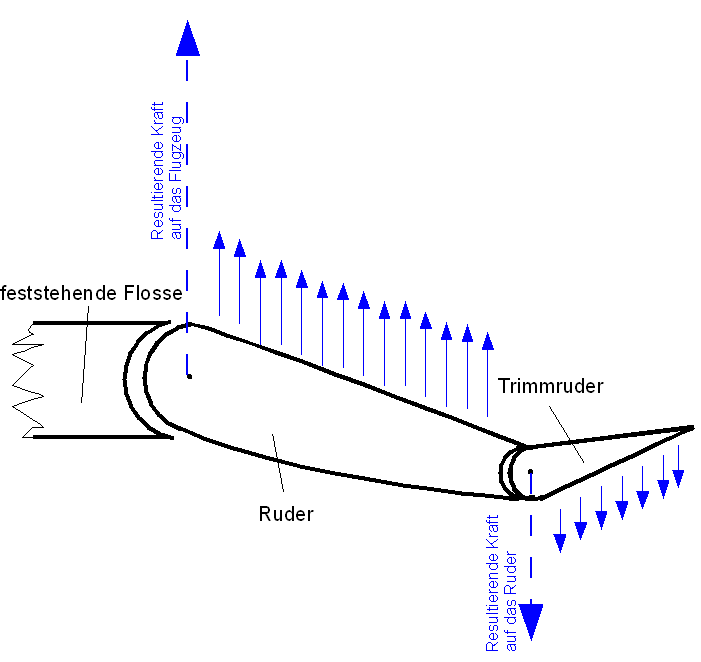
Función del ajuste del estabilizador

La cola de un Airbus A380, que muestra los ascensores y el ajusté en la parte trasera del estabilizador horizontal

## Aerodinámica

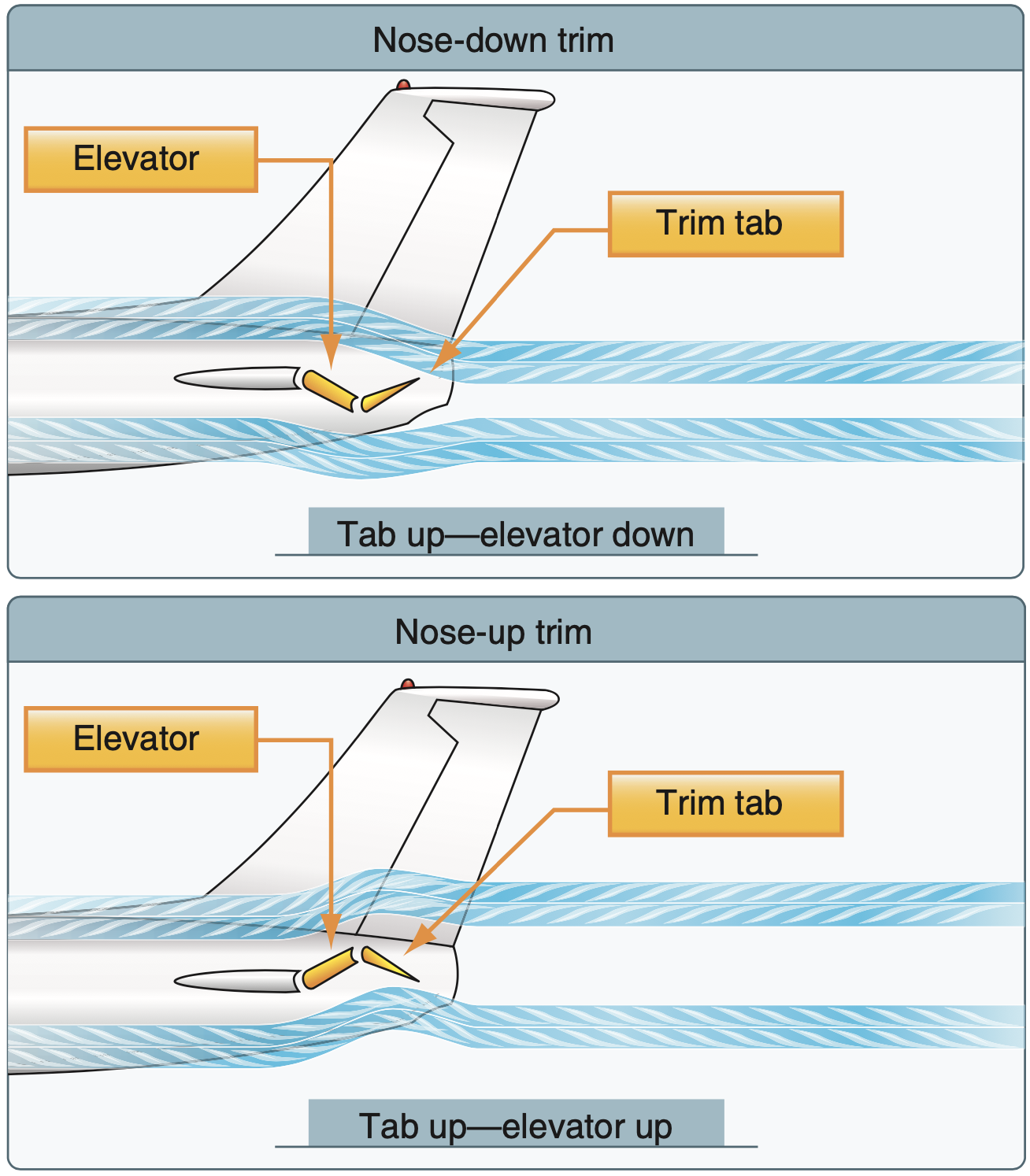
El movimiento del elevador es opuesto al de su aleta del ajuste del estabilizador.

Los compensadores están integrados de diversas formas en el timón de cola, los elevadores y los alerones de un avión de ala fija. Como tales, son elementos del sistema de un avión que permiten a su piloto determinar la velocidad aerodinámica y mantenerla con un mínimo de entradas de control y concentración mental. Muchas aeronaves más modernas, especialmente los aviones a reacción, tienen controles de compensación eléctricos.
El ajuste del estabilizador libera al piloto de ejercer una fuerza constante sobre los controles de inclinación, ajustando el control de ajuste (a menudo en forma de rueda vertical) para cancelar las fuerzas de control para una determinada velocidad aerodinámica y distribución del peso. Normalmente, cuando se gira esta rueda hacia arriba (o se levanta la palanca), la nariz del avión se inclina hacia abajo; al girarla hacia abajo (o presionar la palanca) baja el estabilizador de la cola y se eleva la nariz del avión.

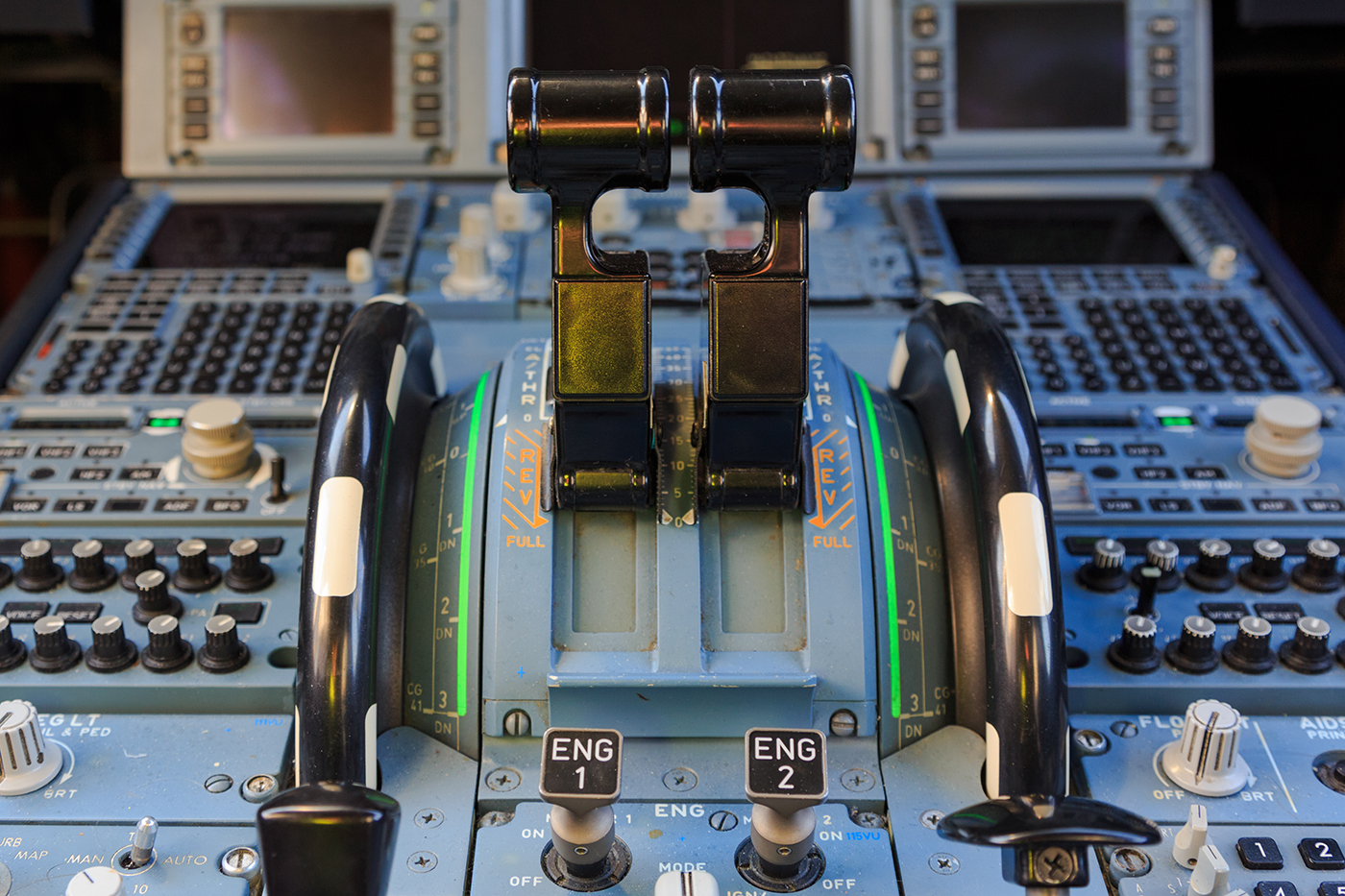
Las ruedas de control de ajuste marcadas en blanco y negro en la consola central de un avión de pasajeros

Muchos aviones poseen sistemas de compensación del timón o de alerones. En algunos, la pestaña de compensación del timón está articulada y se puede ajustar durante el vuelo; en otros, solo se puede ajustar mientras la aeronave esta en tierra (para reducir la necesidad de que el piloto presione el pedal del timón constantemente para superar las tendencias de giro a la izquierda de muchos aviones propulsados por hélice).
La mayoría de las aeronaves de ala fija tienen un compensador en el elevador. Sin embargo, a veces se utilizan medios alternativos para controlar la velocidad y la actitud de la aeronave, entre ellos: 
- un resorte incluido en el sistema de control que puede ser ajustado por el piloto.
- en el caso del elevador, un estabilizador horizontal totalmente móvil, llamado estabilizador, cuya posición puede ajustarse en vuelo mediante una pestaña servo o una pestaña antiservo.
- En algunas aeronaves (por ejemplo, Concorde, McDonnell Douglas MD-11),[13] el combustible puede trasladarse a los tanques en la cola durante la altitud de crucero para reposicionar el centro de gravedad con el fin de reducir la resistencia de la compensación.[14] Mantener el centro de gravedad cerca del límite más a popa para la altitud de crucero mejora la eficiencia en vuelo.[13]

Cuando se utiliza una pestaña de servo, se mueve hacia la corriente de aire opuesta a la deflexión deseada de la superficie de control. Por ejemplo, para equilibrar un elevador para mantener el morro abajo, la pestaña de compensación del elevador se elevará hacia arriba en la corriente de aire. La mayor presión sobre la superficie de la pestaña de compensación causada por la elevación desviará entonces toda la placa del elevador hacia abajo ligeramente, haciendo que la cola se eleve y el morro del avión se mueva hacia abajo.
En el caso de una aeronave en el que el despliegue de los flaps alteraría significativamente el equilibrio longitudinal, se dispone una pestaña de compensación suplementaria para desplegarse simultáneamente con los flaps de modo que la actitud de cabeceo no se modifique notablemente.
El uso de los flaps reduce significativamente la carga de trabajo de los pilotos durante maniobras continuas ya sea en el ascenso sostenido a la altitud después del despegue o en el descenso antes del aterrizaje, lo que les permite a los pilotos tener más concentración en otras tareas como evitar el tráfico o comunicarse con el control del tráfico aéreo.
Tanto el ajuste del elevador como el ajuste del cabeceo afectan a la pequeña parte del ajuste del estabilizador en los aviones de pasajeros a reacción.
El primero se supone que se mantiene en una posición determinada durante un tiempo más largo, mientras que el ajuste del cabeceo (controlado con el pulgar del piloto de aterrizaje en el yugo o joystick, y por lo tanto es fácil de maniobrar) se utiliza todo el tiempo después de que el piloto en vuelo haya desactivado el piloto automático, especialmente después del despliegue de los flaps o en cada cambio en la velocidad aerodinámica, en el descenso, la aproximación y el final de la etapa de vuelo. El ajuste del elevador se utiliza principalmente para controlar la actitud en crucero por el piloto automático.
Además de reducir la carga de trabajo del piloto, un ajuste adecuado también aumenta la eficiencia del combustible al reducir la resistencia. Por ejemplo, los aviones de hélice tienen tendencia a desviarse cuando operan a alta potencia, por ejemplo al ascender; esto aumenta la resistencia parásita porque la aeronave no vuela en línea recta contra el viento aparentemente. En tales circunstancias, el uso de un compensador de timón ajustable puede reducir la desviación.